# Huāyánbù
Lo Huāyánbù (華嚴部) (T.D. vol. 10, sezione dal n. 278 al n. 309) è la sezione del Canone buddista cinese che  contiene  il Buddhavataṃsakasūtra o Avataṃsakasūtra (華嚴經, pinyin Huāyánjīng, giapp. Kegon kyō, Sutra della ghirlanda fiorita di Buddha).
Questo sutra è in realtà una raccolta di scritti diversi il più lungo dei quali è il Gaṇḍavyūhasūtra (入法界品 pinyin: Rù fǎjiè pǐn, giapp. Nyū hokkai bon, Capitolo sull'ingresso dentro il Regno della Realtà) tradotto in modo definitivo da Prajñā in 40 fascicoli nel 798 (T.D. 293.10.661a-848b). La traduzione cinese completa più antica risale al 420 e fu compiuta da Buddhabhadra in 60 fascicoli (T.D. 278.9.395a-788b). Nel 699 fu tradotto anche da Śikṣānanda e da Yìjìng (義淨) in 80 fascicoli (T.D. 279.10.1b-444c).  È il sutra fondamentale della scuola cinese.Huāyán (華嚴宗) e di quella giapponese Kegon.
Il 31º capitolo dell'Avataṃsakasūtra è il Daśabhūmika-sūtra (十住經, Shízhù jīng, giapp. Jūjū kyō, Sutra delle dieci terre) conservato al T.D. 286. Tradotto da Kumārajīva tratta delle dieci bhūmi dei bodhisattva.